# Tur'ja
La Tur'ja (in russo Турья?) è un fiume della Russia siberiana occidentale, affluente di destra della Sos'va (bacino idrografico dell'Irtyš). Scorre nei distretti urbani di Karpinsk, Krasnotur'insk e Serov dell'Oblast' di Sverdlovsk.

## Descrizione
Il fiume ha origine in un'area pedemontana degli Urali: una zona paludosa a sud-ovest dei laghi Knjas'pinskich Superiore e Inferiore (Верхнего и Нижнего Княсьпинских). Scorre dapprima in direzione sud-orientale, poi orientale. Ha una lunghezza di 128 km e un bacino idrografico di 1 160 km². Congela dalla fine di ottobre, sino alla fine di aprile - prima metà di maggio.
Il fiume attraversa le città di Karpinsk e Krasnotur'insk. Nel 1943 venne costruita una diga che originò un bacino artificiale fra le due città, lungo 8 km e largo 152 m con un volume di 6 km³.